# Eucratoscelus
Eucratoscelus là một chi nhện trong họ Theraphosidae.

## Các loài
Chi này gồm các loài:
- Eucratoscelus constrictus (Gerstäcker, 1873)
- Eucratoscelus pachypus Schmidt & von Wirth, 1990